# Slag bij Actium
De Slag bij Actium was een zeeslag bij Actium, op 2 september 31 v.Chr. voor de kust van Griekenland waar de vloot van Marcus Antonius en Cleopatra vocht tegen de vloot van Octavianus (de latere keizer Augustus). De vloot van Marcus Antonius en Cleopatra werd bijna geheel verslagen. De overgebleven schepen keerden terug naar Egypte.

## Wat voorafging aan de slag
Octavianus en ook veel Romeinen waren gekant tegen het feit dat Cleopatra als zelfstandige koningin werd behandeld en Romeinse provincies als geschenk zou hebben gekregen. De situatie verslechterde toen Marcus Antonius en Cleopatra besloten Caesarion officieel als zoon van Caesar te erkennen. Dit betekende dat Octavianus geen recht zou hebben Caesar op te volgen. Toen Antonius ook zijn vrouw, Octavianus' zuster Octavia Minor, verstootte, verklaarde Octavianus de oorlog aan Cleopatra. Ook de meerderheid in de Senaat was het niet eens met de handelingen van Marcus Antonius. De senatoren ontnamen hem al zijn macht en verklaarden hem de oorlog. Wel stond een derde van de Senaat achter hem. De beide consuls, Gaius Sosius en Gnaius Domitius Ahenobarbus, liepen over naar zijn kant.
De oorlog kwam niet als een verrassing. Al vanaf 34 v.Chr. had Octavianus oorlog gevoerd in Illyricum, zodat hij een landweg naar de Balkan bezat en niet alleen was aangewezen op het gevaarlijke transport over zee over de Straat van Brindisi. Zo kon hij met niet minder dan vierentwintig legioenen stelling nemen bij de Baai van Ambracia en de komst afwachten van Marcus Antonius. Deze arriveerde inderdaad en sloeg zijn kamp op bij Actium.
Omdat hij de capabeler generaal was, wachtte Octavianus rustig af: hij liet een van zijn beste generaals, Marcus Vipsanius Agrippa, de stad Methone aanvallen, die loyaal was aan Antonius en vitaal voor de aanvoer van voedsel voor zijn leger. Het lukte Agrippa om de stad in te nemen, met de haven die erbij hoorde. Dit betekende, dat Marcus Antonius weer weg moest zien te komen vanaf Actium. En dat kon alleen als hij een zeeslag aanging - het type oorlog waarmee hij weinig ervaring had. Octavianus had zijn vijand vakkundig in de val gelokt.

## De Slag bij Actium

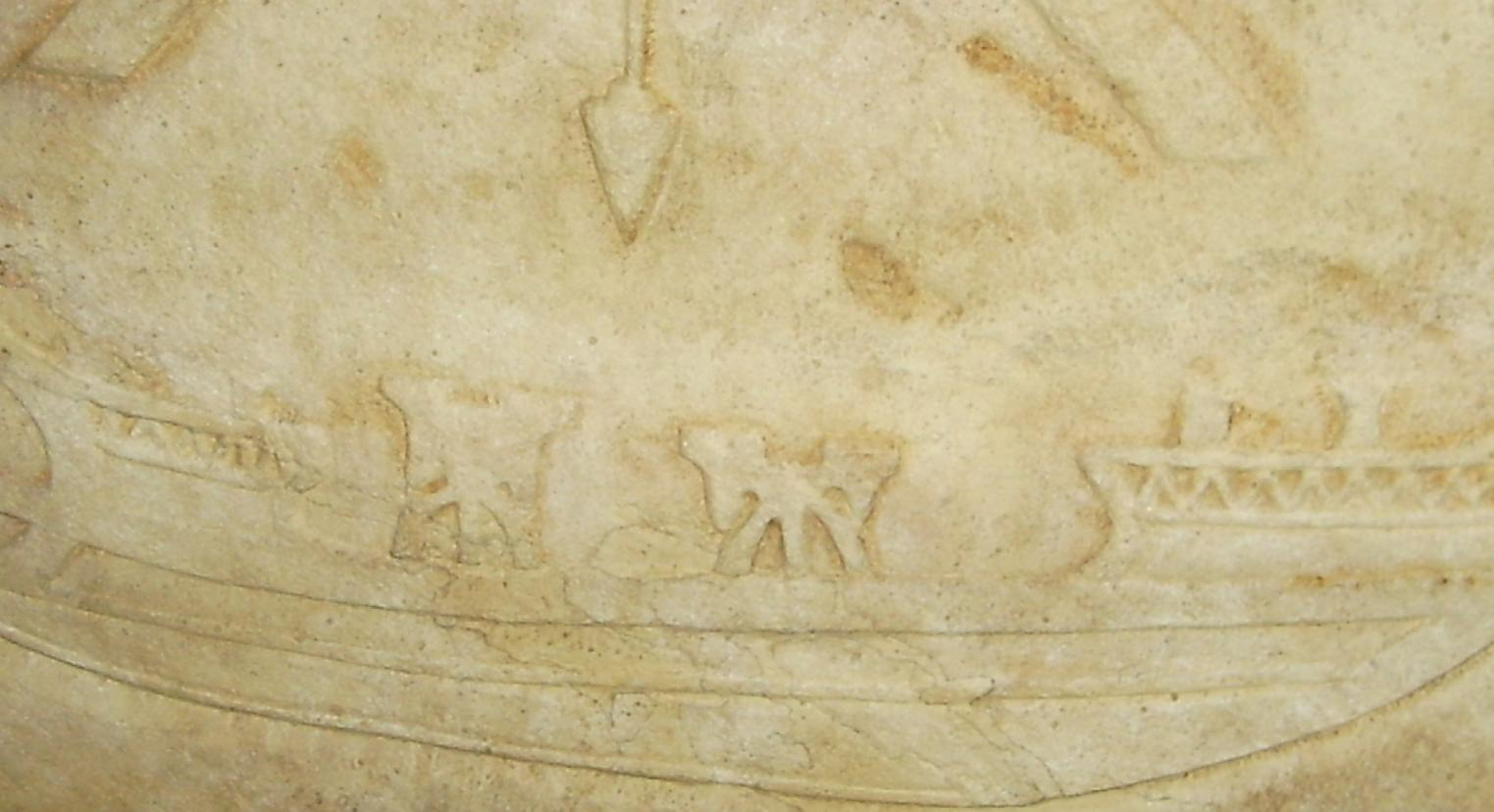
Romeins schip met ballista's.

De vloten ontmoetten elkaar buiten de Golf van Ambracia vlak bij het huidige Preveza. De 220 schepen van Marcus Antonius waren quinqueremen: uitgebouwde triremen, met aan de voorkant een zogenaamde sneb, een ram. Antonius had echter een tekort aan bemanning als gevolg van een malariaplaag die in zijn kamp had gewoed. Hierdoor verloren veel schepen aan effectiviteit. Schepen die helemaal geen bemanning meer hadden had Marcus Antonius al laten verbranden, opdat ze geen nut meer zouden hebben voor de vijand.
De vloot van Octavianus bestond onder andere uit liburnae. Deze waren weliswaar kleiner dan die van Antonius, maar, omdat ze volledige, uitermate goed getrainde bemanningen hadden en, omdat ze lichter en wendbaarder waren, bezat Octavianus een beslissend voordeel. Bovendien kende Octavianus het aanvalsplan van Antonius, via een van diens generaals die hij een paar dagen voor de slag gevangen had genomen; deze had verteld dat Antonius de vloot van Agrippa wilde terugdrijven naar het noorden, zodat ze zelf open water konden bereiken. Dus zorgde Agrippa ervoor dat zijn schepen goed stand hielden. Antonius' vloot werd eerst bestookt met vuur en vervolgens naar de kust teruggedreven, waar de schepen genadeloos de grond in werden geboord.
| Kaart met het verloop van de zeeslag. |

Tijdens de slag braken Antonius en Cleopatra uit naar de open zee, om terug te keren naar Egypte. Hun manschappen lieten ze in de steek. Dat dit steeds hun plan was geweest, weten we, omdat op hun boten een schatkist en zeilen aanwezig waren, die ze nooit zouden hebben meegenomen als ze van plan waren geweest te vechten. De zeeslag eindigde dus in een tactische overwinning voor Marcus Antonius: hij was ontkomen aan de val die Octavianus voor hem had opgezet. Maar het was een strategische nederlaag: hij verloor zijn leger, zijn reputatie van moedig man en elke kans de oorlog te winnen.
In de winter liepen Antonius' bondgenoten over naar Octavianus (o.a. koning Herodes de Grote van Judea). In 30 v.Chr. bereikte het leger van Octavianus Egypte. Antonius maakte een einde aan zijn leven, Caesarion lijkt te zijn vermoord en Cleopatra pleegde zelfmoord (volgens de overlevering met behulp van een adder). Antieke historici zijn het over de bedoeling van deze daad niet helemaal eens. Voor de een wilde Cleopatra Octavianus de schande besparen om een vrouw te moeten doden. Maar volgens anderen pleegde ze zelfmoord, omdat haar ter ore was gekomen dat Octavianus met haar wilde pronken in een triomftocht te Rome.
Hoe dan ook, haar zelfmoord droeg bij aan haar legende.